# میئورا یوشیزومی

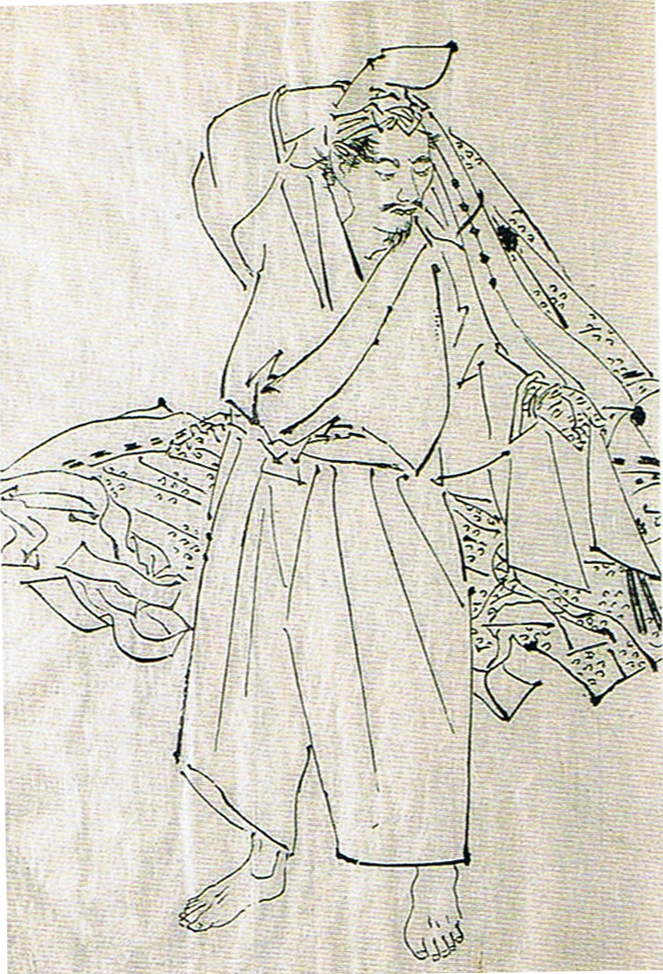

میئورا یوشیزومی (به ژاپنی: 三浦義澄（みうら よしずみ)؛ تولد ۱۱۲۷ – مرگ ۹ فوریه ۱۲۰۰، گوکه‌نین اهل ژاپن بود. یک فرمانده نظامی از اواخر دوره هی‌آن تا اوایل دوره کاماکورا و یکی از اعضای سیستم شورای سیزده نفره بود. او پدر میئورا یوشیمورا بود.
پس از مرگ یوریتومو در سال ۱۱۹۹، او یکی از اعضای سیستم شورای سیزده نفره شد که به دومین شوگون، میناموتو نو یوری‌ایه کمک می‌کردند.
سال بعد، کاجیوارا کاگه‌توکی به دلیل حادثه حادثه کاجیوارا کاگه‌توکی از کاماکورا تبعید شد. او نیز همدست بود و در روز ۲۳ از ماه اول سال شوجی (دوره) برابر با سال ۱۲۰۰ میلادی، سه روز پس از کشته شدن خاندان کاجیوارا درگذشت. سن فوت: ۷۴